# (7579) 1990 TN1
1990 تي أن 1 (ويعرف أيضًا باسم (7579) 1990 تي أن 1 وفق تسمية الكوكب الصغير) (بالإنجليزية: 1990 TN1)‏ هو كويكب ضمن حزام الكويكبات؛ وترتيبه 7579 من حيث الاكتشاف.
اكتُشف هذا الجُرم الفلكي بواسطة اليانور إف. هيلين في 14 أكتوبر 1990.

## وصلات خارجية
- (7579) 1990 TN1 في قاعدة بيانات مختبر الدفع النفاث لأجرام النظام الشمسي الصغيرة

- الاكتشاف · مخطط المدار ·  العناصر المدارية · المعلمات المادية

- (7579) 1990 TN1 على موقع ويكي سكاي: DSS2, SDSS, GALEX, IRAS, Hydrogen α, X-Ray, Astrophoto, Sky Map, Articles and images